# Aspremont (cantar de gesta)

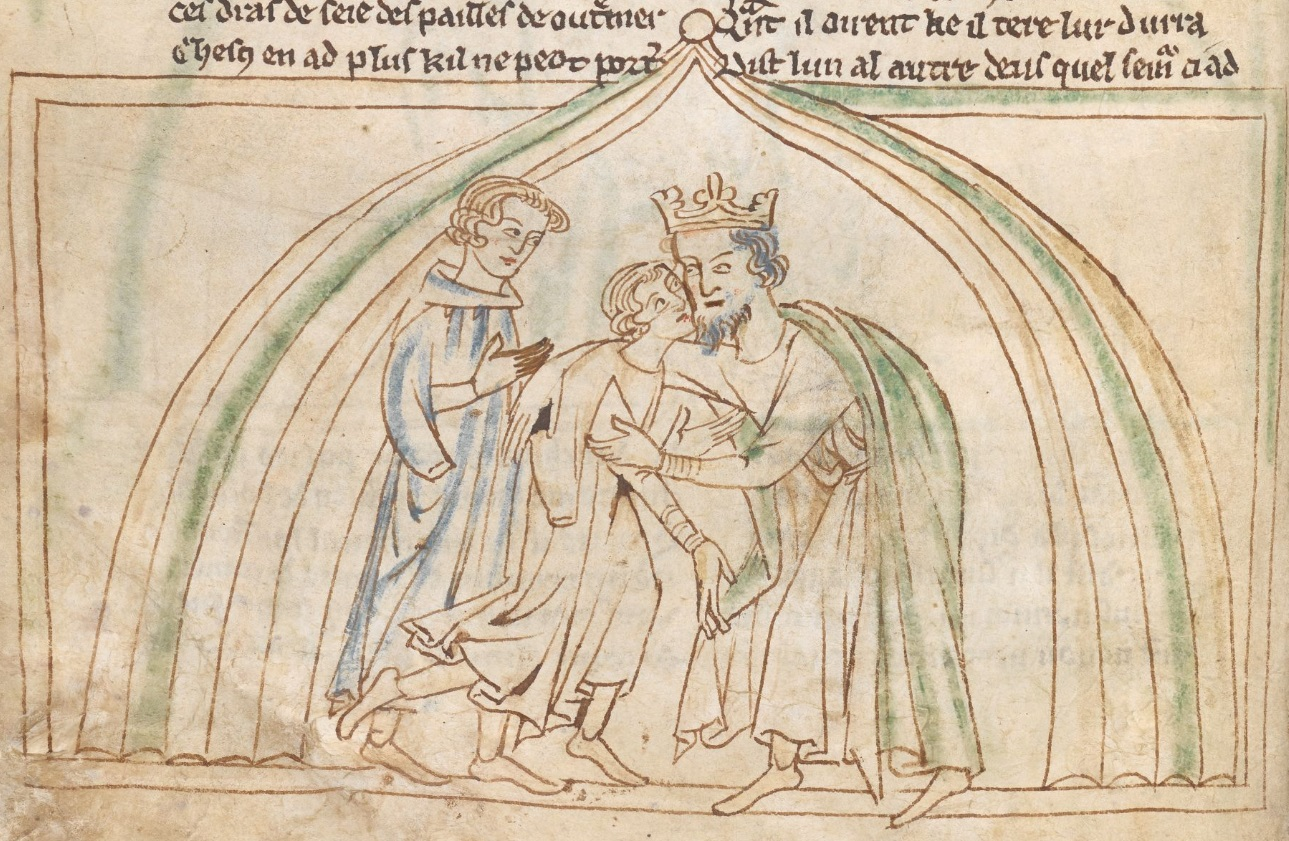
Carlomagno besa a Roland.
Chanson d'Aspremont, British Library, Lansdowne 782 f^{o} 22 v^{o},.

La Chanson d'Aspremont (o simplemente Aspremont o Agolant) es una canción de gesta en francés antiguo del ciclo carolingio, de finales del siglo XII (de antes de 1190), cuyo autor es anónimo. Compuesta en el séquito de la corte de Messina, la obra promueve el espíritu de la cruzada y presenta la imagen idealizada de un cristianismo unido, reunido bajo la bandera de Carlomagno para luchar contra los sarracenos que habían invadido Calabria. De hecho, Aspremont cuenta la historia de una expedición ficticia del emperador en Italia, y toma por teatro los alrededores del Aspromonte, al que la canción debe su título. Formalmente, el poema comprende 11 376 versos (inusualmente largo para una canción de gesta), agrupados en laisses rimados. Los versos son decasílabos mezclados con alejandrinos franceses.
Una de las apuestas del poema es la difícil unión de las fuerzas cristianas, una unión que por un momento parece comprometida por el carácter rebelde y agresivo del barón Girart de Fratte, pero termina teniendo lugar cuando el sombrío señor, tocado por el arrepentimiento, gracias a instancias de su esposa, vuelve a tener mejores sentimientos.
Aspremont también narra las primeras hazañas juveniles de Roland, la forma en que conquistó sus atributos (la espada Durandarte, el olifante y el caballo Veillantif) matando a Eaumont y su investidura como caballero

## Tema de la canción
La obra comienza con el desafío presentado a la corte de Carlomagno por el sarraceno Balant, (vv. 1ff; 604ff) mensajero del rey pagano Agolant (Agoulant). Este último había invadido Calabria con su hijo Aumon (Eaumont, Almons, Eaumond) y ahora exigía la sumisión del emperador. Lejos de rendirse, Carlomagno (Charles) reúne a sus guerreros y se va a Italia para luchar contra Agoulant: ese conflicto, que verá muchas batallas, forma el argumento de la canción.
Las tropas de Carlomagno llegan a luchar contra ellos, pero el sobrino de Carlomagno Roland no puede unirse a la batalla debido a su corta edad (conocido como  "Rolandin" no se lo considera un completo adulto). Los ejércitos alcanzan Aspremont, y los paladines de Carlomagno Naimes y Girart d'Eufrate demuestran su valía.
Roland se une a la batalla armandose con una vara (tronçon) y montando un caballo (vv. 4969-4971), y más tarde comandando el caballo Morel del duque Naime (vv. 5749-5755). Carlomagno lucha contra Aumon en combate singular, inicialmente protegido por un yelmo con una joya en la nariz que incluso recibe golpes de la espada de Aumon, Durendal (vv. 5894-5895, 5937-5947). Pero Aumon logra quitarle el yelmo y Carlomagno queda en peligro mortal cuando llega Roland (v. 6009). Roland derrota a Aumon y salva a Carlomagno. Roland captura la espada de Aumon, Durendal y a su caballo Viellantif ("Wideawake", OF: Vielantiu), y su olifante (laisse 309, vv. 6075-6080). Roland es hecho caballero por Charles, ciñiéndolo con Durendal (laisse 377378, vv. 7480–7510).
Al final, Agolant muere y Carlomagno regresa triunfante, aunque se pronostican futuras batallas con un desleal Girart d'Eufrate.
Las versiones de esta chanson fueron extremadamente populares en Inglaterra, Italia (ver la adaptación de Andrea da Barberino) e incluso en Escandinavia.